# Pelourinho do Sabugal
O Pelourinho do Sabugal é um pelourinho localizado na atual freguesia de Sabugal e Aldeia de Santo António, no município do Sabugal, distrito da Guarda, em Portugal.
O pelourinho original, provavelmente do século XVI, encontra-se fragmentado, com os fragmentos repartidos no Museu Municipal e na Câmara Municipal.
Este pelourinho encontra-se classificado como Imóvel de Interesse Público desde 1933.
Nos anos de 1940 foi erguida no castelo da localidade, uma réplica do pelourinho original. Foi reconstruído pelo escultor Eugénio Macedo.